# امام‌نظر
امام‌نظر (به لاتین: Ymamnazar) روستایی است در ولایت لب آب در کشور ترکمنستان.